# Pemeyeke Désiré-Marie Mboko Lagriffe
Pemeyeke Désiré-Marie Mboko Lagriffe (Douala, 15 agosto 1969) è un artista camerunese.

## Biografia
Pemeyeke Désiré-Marie Mboko Lagriffe, meglio conosciuto come Mboko Lagriffe, nasce il 15 agosto 1969 a Douala in Camerun. È un artista autodidatta, spazia dalla pittura al disegno tessile, alla caricatura, alla scrittura e alla progettazione. Dal 1991 partecipa a mostre collettive, personali e a workshop in Camerun, Senegal, Francia, Svizzera, Stati Uniti e Guadalupa. Nel 1996 gli viene conferito il premio UNESCO-Aschberg Bursaries for Artists in Visual Arts. È membro di Villa Batanga Art Center di Douala.

## Esposizioni
- Scénographie Urbaine-Exposition collective-Cercle Kapsiki et ScUr&k, Douala (Camerun), 2002-2003.
- Exposition collective Musée National, Yaoundé (Camerun), 2002.
- Exposition collective Institut Goethe, Yaoundé, 2002.
- Biennale de l'Art Contemporain Africain, Dak'Art 2002, Galerie MAM, Dakar (Senegal), 2002.
- ArtSud Paris Palais des congrés, Parigi, 2002.
- Atelier de Salo République Centrafricaine, 2000.
- Biennale de l'Art Contemporain Africain 98-Musée d'Art Africain de l'IFAN Cheikh-Anta Diop, Galerie MAM, Dakar (Senegal), 1998.
- Racine Urbaines-Urbans Roots-Africréa, Yaoundé, 1997.
- Tele Miso-Galerie MAM, Douala, 1996.
- Ressource Art-Institut Goethe, Yaoundé, 1996.
- Exposition individuelle-Institut Goethe, Yaoundé, 1996.
- Regards de L'intérieur-Institut Goethe, Yaoundé, IFA-Mbalmayo, Espace doual'art, Douala, 1996.
- Rencontre-Centre culturel français, Douala, 1995.
- Exposition collective-Chambre de commerce française, Douala, 1995.
- Internationale Skulptur-Atelier, 1994.